# ウンナ・テイディ・スタジアム
ウンナ・テイディ・スタジアム（Wunna Theikdi Stadium）は、ミャンマーの首都であるネピドーにある多目的スタジアムである。
本競技場は、2013年に開催された東南アジア競技大会のメインスタジアムとして建設された。
またサッカー競技施設としても使用され、AFC U-19選手権2014ではグループリーグCのU-19ベトナム代表 VS U-19日本代表戦などの会場にもなっている。